# 菲利普斯鎮區 (伊利諾伊州懷特縣)
菲利普斯鎮區（英語：Phillips Township）是位於美國伊利諾伊州懷特縣的一個行政鎮區。

## 地方資料
根據2010年美國人口普查的數據，菲利普斯鎮區的面積為171.90平方千米，當中陸地面積為168.50平方千米，而水域面積為3.40平方千米。當地共有人口1215人，而人口密度為每平方千米7.07人。